# Книш Володимир Миколайович
Володимир Миколайович Книш (нар. 24 грудня 1970, Дніпропетровськ, УРСР) — радянський та український футболіст, тренер, виступав на позиції захисника. Нині — тренер.

## Кар'єра гравця
Вихованець школи «Дніпро-75». Після завершення навчання грав у дублі «Дніпра». У дорослому футболі дебютував 1990 року в команді «Алга» (Фрунзе). Після здобуття Україною незалежності, Книш перейшов у криворізький «Кривбас». З цією командою футболіст завоював путівку у вищу лігу, в якій і дебютував в 1992 році. Надалі у вищому дивізіоні грав за рівненський «Верес». Ігрову кар'єру завершив у двадцятичотирилітньому віці.

## Кар'єра тренера
По завершенні кар'єри гравця розпочав тренерську діяльність. З 1995 року працював в УФК (Дніпропетровськ). Влітку 1999 року приєднався до тренерського штабу дніпропетровського «Дніпра», а по завершенні сезону 1999/00 років залишив займану посаду. З 1999 по 2012 роки працював у молодіжній академії «Дніпра». З липня 2012 по червень 2013 року тренував молдовську «Академію-УТМ». 18 червня 2013 року був призначений головним тренером стрийської «Скали», яким керував до 8 квітня 2014 року. Після цього тренував аматорський клуб «Олімпік» (Петриківка). 13 січня 2015 року увійшов до тренерського штабу охтирського «Нафтовика-Укрнафти», а 18 червня 2015 року став головним тренером клубу.

## Досягнення

### Як гравця
«Кривбас» (Кривий Ріг)
- Перша ліга чемпіонату України (група «Б»)
  -  Чемпіон (1): 1992